# Шашанк Вијас
Шашанк Вијас (енгл. Shashank Vyas) је индијски глумац, најпознатији по игрању улоге Јагдиша у ТВ сапуници Мала невеста, која се емитује на Colors TV.

## Филмографија
| Улоге Пратиша Банерџи |              |                |        |          |
| Година                | Српски назив | Изворни назив  | Улога  | Напомена |
| 2010–15               | Мала невеста | Balika Vadhu   | Јагдиш |          |
| 2010                  | -            | Tees Maar Khan | -      |          |